# پارک جنگلی بری کولون
پارک جنگلی بری کولون یا بریکولون یک پارک جنگلی در گامبیا است. این پارک در ۱ ژانویه ۱۹۵۴ تأسیس شد و ۱۰۵۲ هکتار وسعت دارد.